# ヴァレンティーナ・ロッセリ
ヴァレンティーナ・ロッセリ（1992年3月10日 - ）は、ディズニーの ゴリラのアイヴァンでイヴァン、ゴリラの作業により、フォトリアル機能における優れたアニメーションキャラクターのためのビジュアルエフェクトソサエティアワードを受賞したビジュアルエフェクトアーティストである 。

## 経歴
ロッセリは、ゴースト・イン・ザ・シェル、ダンボ、クルエラ、ゴリラのアイヴァン などの映画での仕事で知られている。後者については、2021年の第19回ビジュアルエフェクトソサエティアワード において、フォトリアル長編部門におけるアニメーションキャラクター賞を、イヴァン (ゴリラ) の作業で受賞した。
2023年には、ロバート・ゼメキス監督のディズニー映画ピノキオ (2022年の実写映画) でJ・ワシントン・ファウルフェロー を担当したことで、第21回ビジュアルエフェクトソサエティアワードのフォトリアル長編部門におけるアニメーションキャラクター賞にノミネートされた。

## 作品
| Year | Title                             | Role                                      |
| ---- | --------------------------------- | ----------------------------------------- |
| 2024 | ムファサ：ライオンキング          | lead texturing and lookdev/concept artist |
| 2023 | リトル・マーメイド (2023年の映画) | lead texturing and lookdev/concept artist |
| 2022 | ピノキオ (2022年の実写映画)       | lead texturing and lookdev TD             |
| 2021 | ゴーストバスターズ/アフターライフ | texturing and lookdev TD                  |
| 2021 | クルエラ (映画)                   | texturing and lookdev TD                  |
| 2020 | ゴリラのアイヴァン                | modeling, texturing and lookdev TD        |
| 2020 | 野性の呼び声 (2020年の映画)       | texturing and lookdev TD                  |
| 2019 | ライオン・キング (2019年の映画)   | texturing TD                              |
| 2019 | ゴジラ キング・オブ・モンスターズ | texturing TD                              |
| 2019 | ダンボ (2019年の映画)             | texturing TD                              |
| 2018 | アクアマン (映画)                 | texturing TD                              |
| 2017 | ダークタワー                      | texturing TD                              |
| 2017 | ザ・マミー/呪われた砂漠の王女     | texturing TD                              |
| 2017 | ゴースト・イン・ザ・シェル (映画) | texturing TD                              |